# Низково
Ни́зково — деревня в Павловском районе Нижегородской области. Входит в состав городского поселения город Горбатов (до 2009 года входила в состав Чмутовского сельсовета).
Деревня расположена в 2,5 км к юго-западу от города Горбатова на правом берегу реки Оки, на маловодной речке Мостовке. Соединяется с Горбатовым асфальтированной дорогой.

## Население
| 2002 | 2010 |
| ---- | ---- |
| 22   | ↘20  |

## Природные условия
К северу от деревни имеется большое количество маленьких озёр, многие из них сильно заросли травой, а по берегам — кустарником и являются хорошим убежищем для рыбы и дичи, что позволило открыть здесь охоту по лицензиям и путевкам. С востока поля деревни ограничиваются лесистыми овражистыми холмами, а с юга — ручьём Ревуном (Реуном, в просторечье Ревякой), стекающим с поросших лесом гор и впадающим в Оку.
Описание местности в статистической ведомости 1859 года: «Вид местности низменный, почти ровный, открытый с высоты и весёлый».
На территории Низково и его окрестностях преобладают суглинистые серые почвы, которые используются под сады и на которых выращиваются зерновые и огородные культуры. Пойменные луга являются хорошими пастбищными и сенокосными угодьями. Плодородные дерново-луговые почвы используются и в огородничестве.

## История до Октябрьской революции
В XI — XVI веках эту местность населяли приокские языческие племена луговых черемис и мещеры, память о которых сохранилась до настоящего времени в местных названиях: овраг Черемис, деревня Мещера, село Мещерские Горы, Мещерская заводь.
С основанием Нижнего Новгорода в устье Оки усиливается заселение её берегов русскими. Обилие рыбы в реках, пушного зверя в лесах, плодородные земли, благоприятный климат способствовали возникновению здесь все новых и новых поселений.
Ещё быстрее заселение края и крещение его населения пошло после взятия Иваном IV Грозным Казани (1552 год) и Астрахани (1556 год), когда в Поволжье устремилась масса переселенцев, часть которых осела и по берегам Оки. Сюда шли мастеровые люди, беглые крестьяне, а позднее раскольники, спасавшиеся от преследований.
Заселив здешние края, земледельцы с помощью топора и огня освобождали участки земли из-под леса для пашни, на которых стали сеять рожь как главную продовольственную культуру, овес на корм скоту и лён для производства домашнего холста. Скотоводство, охота, рыболовство, бортничество, различные промыслы давали дополнительные средства к жизни.
Первое упоминание о Низкове в письменных источниках относится к 1565 году, когда оно именовалось пустошью (обрабатываемая, но не заселённая земля) Нискою, находящейся во владении Темиря Берсенева сына Комарова. Рядом с пустошью Нискою располагался починок Поярков «на речке на Мостовке», находившийся во владении новокрещенных луговых черемис. В дальнейшем починок Поярков был переименован в деревню Пояркова «Черемисская тож», которая слилась с пустошью Нисково, и образовалась деревня Низково (в старинных документах — Нисково).
В архиве Коллегии Экономии сохранилась Грамота Царя Иоанна Васильевича (Грозного) «от сотворения мира» 7073 года (1565 год) апреля в 6-й день о передаче этих земель Суздальскому Спасо-Ефимьеву монастырю: «…От Царя и великого князя Ивана Васильевича всеа Руссии в Нижегородский уезд Павловских сел приказчику Тимофею Харлантьеву. Пожаловал есми свою богомолью Спаса-Ефимьева монастыря архимандрита с братею в Нижегородском уезде в Березополье деревнею Мещерскою порослью на усть заводи на реке на Оке, что была за Ондрюшею за Горбатовым в поместье; да деревнею Зиминки (Лисёнки) на речке на Гавриловке, что была за кожуховскими бортники, а ныне положен на неё посадной хлеб; да оброчными деревнями — деревнею Костиною, да деревнею Худяковою на Мещерской заводи, да починком Поярковым на речке на Мостовке, что была за новокрещены луговые черемисы, да пустошью Нискою, что осталося за мерою у Темиря Берсенева сына Комарова…»
«…на нагорной же стороне починок Поярков на речке на Мостовке за новокрещены, что была луговая черемиса — двор Савка Ядиков, двор Левка Хозиков, двор Кирилко Хозиков. Пашни в поле двадцать чети, а в дву потому же; сено косят с кожуховскими бортники за Окою рекою на луговой стороне четыре десятины, сена ставится восемьдесят копен; лесу пашенного пятнадцать десятин, а непашенного тридцать десятин и того непашенного лесу было в споре Спасским Ефимьева же монастырем десять десятин. Да пустошь Ниское, что осталось за мерою у Темиря Берсенева сына Комарова — пашни в поле перелогом три чети, а в дву потому же; сену двадцать копен, лесу пашенного семь десятин…».
Таким образом, деревня Низково была отдана во владение Суздальскому Спасо-Ефимьеву монастырю. В делах Поместного приказа сохранился список с отказной книги 1597 года. В ней как понятые при отводе земли упомянуты «старожильцы» крестьяне деревни Нисково, принадлежащей Спасо-Ефимьеву монастырю — Тимофей Бочкарь и Захар Овчинник.
В эпоху Смутного времени, в начале XVII века казаками, русскими ворами и шайками иноземных войск, рассыпавшимися по всему государству российскому, были разорены и горбатовские вотчины суздальского Спасо-Ефимьева монастыря. В делах межевого департамента Сената есть копия с грамоты царя Михаила Федоровича 1616 года: «… велено… их монастырскую вотчину, деревню Горбатое с деревнями, дозрити и живущее и пустое переписати; что де и та их вотчина после литовских людей и русских воров запустела».
С поступлением монастырских вотчин в казённое ведомство в 1726 году деревня Низково вошла в Ярымовскую волость Коллегии экономии. С 1786 года её передали в состав Таркинской волости ведомства Государственных имуществ, а с отменой крепостного права деревня Низково вошла в Избылецкую волость Горбатовского уезда (1861—1917 годы).
По историческим планам деревни видно, что первоначально заселялась северная часть деревни (до Мостовки) и лишь со второй половины XIX века крестьяне стали застраивать и южную часть Низково. На планах обозначены усадебные места, пашни и проселочные дороги в сельцо Пестряковку, город Горбатов и в ныне исчезнувшую деревню Костино.

### Самоуправление
После отмены крепостного права Низковское сельское общество имело сельский сход, выбиравший сельских должностных лиц: сельского старосту, сборщика податей, десятских (полицейских) — и разрешавший некоторые поземельные дела (например, переделы общинных земель), раскладку налогов, мелкие полицейские дела. Гораздо большее значение имело волостное сословное крестьянское звено — волостной сход в селе Избыльце (теперь это часть Горбатова), на который кроме старосты крестьяне избирали по одному представителю от каждых десяти дворов.

### Религия
Население деревни было православным. Низково относилось к приходу Горбатовского Троицкого Собора — крестили, исповедовали, венчали и отпевали жителей деревни всегда в городе Горбатове.

### Экономика
Экономическое описание деревни Низково, сделанное в конце XVIII века землемером Нижегородской губернской чертежной: «Деревня Низково положение имеет на суходоле при копаных колодезях… А дачи … простираются у реки Оки, речки Мостовки, ключа Реуна, оврага Ермыльева, и Безымянного истока на правой, а истока Переволошного на левой стороне. При озёрах Козлове, Круглом и Травриловом, и по обе стороны пред писаной речки Мостовки, Мещерской заводи, Большой столбовой дороги, озёр Переволошного, Мотчини, Долгова, Ентова, Меленки и безымянных…
В реке Оке ловятся стерлядь, белая рыбица, судаки, лещи, язи, плотва, налимы, сомы, окуни, щуки, пескари, ерши и гольцы.… И некоторые ловят для себя и на продажу шашковой снастью и небольшими неводами. По реке бывает судовой ход стругами и барками. Сверху от города Орла до губернского города Нижнего с хлебом — рожью и пшеницей, а снизу от города Нижнего вверх с железом, вином и солью, до устья Москвы реки, впадающей близ города Коломны в реку Оку.
…Речка ж Мостовка в летнее жаркое время глубиною бывает в пол аршина (35 см), шириною в две сажени (4 м). В ней рыбы за мелкостью не имеется, а в озёрах и в заводи — щуки, окуни, плотва и караси.
Жители водою довольствуются из копаных колодезей, которая, а равно в реках и речках к употреблению людям и скоту — здорова. Земля грунт имеет глинистый с песком, которая без удабривания повсегодно к плодородию не вельми способна. И из посеянного на ней хлеба лучше родится рожь, пшеница и лен, а прочие семена средственны. Сенные покосы травою бывают лучшие; лес — растет мелкий кустарник — ивовый, ореховый и можжевеловый, в них находятся звери одни только зайцы; птицы — соловьи, чижи, щеглята и прочих мелких родов перепелки, жаворонки. При водах — дикие утки, кулики и бекасы.
Крестьяне состоят на положенном казённом оброке, промысл имеют хлебопашеством, к чему они и радетельны. Землю запахивают всю на себя и зажитком средственны. Женщины сверх полевой работы упражняются в рукоделиях: прядут лен и шерсть, ткут холсты и сукна для своего употребления и на продажу».
Немалые доходы давали крестьянам деревни Низково сенные покосы и рыбные ловли, сдававшиеся в аренду. Из-за них частенько возникали споры с соседями. В 1806 году горбатовцы подрубили плетень, разделявший сенные покосы Низкова и Горбатова и пустили туда свой скот, потом три года низковцы судились с ними. Неоднократно пришлось судиться крестьянам деревни Низково и с горбатовцами и с помещиками Турчаниновыми и Шереметевыми и с Нижегородским управлением государственными имуществами за право владения рыбными ловлями.
Недалеко от Низково через деревню Костино проходил большой почтовый тракт Москва — Владимир — Гороховец — Лисенковский перевоз — Костино — Горбатов — Богородское — Нижний Новгород. Эта дорога способствовала росту расположенных по ней селений и появлению в них торговли и ремесел.
Развитие в России рыбного промысла и водного транспорта, а также судостроения предъявляло все большие требования к изготовлению веревок, канатов, производство которых начинается в Горбатове и его окрестностях. Существовавшие кустарные мастерские по выработке веревок, получили местное название «просады». Просады представляли собою наспех сбитые из досок длинные узкие сараи, примыкавшие к избам, с крутильными колесами и поперечными деревянными граблями. Работали в просадах целой семьей, иногда использовали труд наемных рабочих. Дети в возрасте от 7 до 14 лет вращали крутильные колеса, а взрослые, обмотав себя расчесанной пенькой и зацепив прядь пеньки за вращающийся крюк у колеса, отходили от него назад по мере скручивания нитки или бечевы.
В статистическом отчете 1859 года есть сведения об экономическом состоянии деревни Низково. В ней существовали: «сельницы и гумны, сады и огороды», из промышленных заведений — одна рыболовная ватага на реке Оке и «канато-прядильных довольное число просадов».
В Низкове в конце XIX — начале XX века почти все кустари работали на горбатовского фабриканта купца 1-й гильдии Павла Ивановича Смолина, который снабжал надомников пенькой и платил сдельную зарплату. В 20-х годах XIX века разбогатевшие предки этого заводчика переселились из деревни Низково в город Горбатов, где и были записаны в купечество.. В 1912 году на 36 из 129 крестьянских дворов, существовавших в деревне, низковцы занимались изготовлением пеньковых веревок. Часть товара сбывалась на горбатовском базаре, но в основном крестьяне деревни Низково продавали веревки на фабрики города Горбатова.
К 1916 году кустарное производство веревок в деревне увеличилось, так как выросли цены на готовую продукцию. Пенька стоила 8 — 10 руб. за пуд, а готовый товар шёл по 13 — 17 рублей. Женщины и подростки зарабатывали по 2 — 3 рубля в день.

### Образование
На рубеже XIX—XX веков в Низкове была открыта школа для крестьянских детей. В 1899 году купец П. И. Смолин принял участие в постройке Низковской церковно-приходской школы. Для её строительства по оценке стоимости требовалось не менее 1200 рублей. Половину требуемой суммы крестьяне деревни готовы были собрать частными пожертвованиями, а остальные 600 рублей попросили «заимообразно с обязательством уплаты долга» у Нижегородского епархиального училищного Совета. Епархиальное начальство рассмотрело прошение крестьян деревни Низково и …отказало. Тогда и помог своим работникам П. И. Смолин, внеся половину требуемой суммы на постройку приходской школы.
Школа была выстроена, как и предполагалось отдельным зданием в черте деревни, «мерою в длину 25 сажень и ширину 7 сажень». Здание школы и по сей день стоит на въезде в деревню (д. № 1, ул. Дачная), никто там, конечно, давно уже не учится, а занимают его две семьи дачников.
Школа в деревне Низково начала свою работу 20 сентября 1900 года. В ней бесплатно преподавали Закон Божий, русский язык, правописание, чистописание, арифметику и пение. И всему этому бессменно со дня открытия школы обучал один-единственный человек — Семен Александрович Миньков. Он родился в 1861 году, образование получил в Поливановской учительской семинарии и с 18 лет начал преподавательскую работу в разных учебных заведениях, за которую он, отец четверых детей, к 1902 году успел получить серебряную медаль на Александровской ленте и чин губернского секретаря.
Содержалась Низковская школа на средства казны, земства и попечительницы — дочери потомственного почетного гражданина Юлии Ивановны Смолиной, которая хоть и редко посещала школу, но всегда интересовалась её нуждами и помогала. На средства попечительницы производился ремонт школы, и оплачивалась страховка, закупались книги и учебные пособия, устраивались новогодние ёлки для детей.

### Историческая численность населения
Динамика численности населения деревни Низково по ревизским сказкам Нижегородской казённой палаты и ведомостям губернского статистического комитета:
| Год  | Население (мужчин/женщин/дворов) | Источник                                              |
| ---- | -------------------------------- | ----------------------------------------------------- |
| 1763 | 185 (102 / 83 / —)               | ГУ ЦАНО. Ф. 60. Оп. 239-а. Д. 30. Л. 219 об.          |
| 1782 | 251 (112 / 139 / —)              | Там же                                                |
| 1834 | 409 (178 / 231 / —)              | ГУ ЦАНО. Ф. 60. Оп. 239-а. Д. 1150. Л. 2.             |
| 1850 | 490 (208 / 282 / —)              | ГУ ЦАНО. Ф. 60. Оп. 239-а. Д. 1661. Л. 94 об., 95.    |
| 1858 | 506 (212 / 294 / —)              | ГУ ЦАНО. Ф. 60. Оп. 233. Д. 2009. Л. 19 об., 20.      |
| 1859 | 559 (242 / 317 / 70)             | ГУ ЦАНО. Ф. 61. Оп. 216. Д. 44-а. Л. 12 об., 13.      |
| 1912 | 700 (280 / 420 / 129)            | ГУ ЦАНО. Ф. 42. Оп. 240 (куст. отд.). Д. 127. Л. 305. |

## После революции
Летом 1918 года был избран Низковский Совет рабочих, крестьянских и солдатских депутатов Избылецкой волости Горбатовского уезда Нижегородской губернии. После многочисленных переименований Низковский Совет депутатов трудящихся просуществовал до июня 1954 года, когда с укрупнением сельских советов деревня Низково вошла в состав Чмутовского сельского Совета.
В 1929 году в деревне Низково был организован колхоз «Труженик». Техника в колхозе состояла из плугов и сеялок, имелось стадо — 174 головы крупного рогатого скота. В состав колхоза вошли все 182 хозяйства деревни.
В 1934 году в Низково в здании сельсовета, находившегося рядом с речкой Мостовкой, открыли ясли и клуб с библиотекой и кинозалом на 64 места. В начале 1960-х годов, после ликвидации Низковского сельсовета, колхоз построил новое здание клуба на окраине деревни. (Сейчас это дачный дом № 100 по улице Речной.)
Десятки жителей деревни Низково в дни Великой Отечественной войны ушли защищать свою Родину с оружием в руках и многие из них не вернулись из огня сражений. В их честь на перекрестке деревенских дорог установлен обелиск с именами погибших.
В 1950 году в деревне открыли сельмаг. Низковский колхоз был объединен с колхозами деревень Лисенки, Костино, им. Микояна. В те годы Низково славилось не только своей животноводческой продукцией и сеном, косить которое приезжали колхозники и из других деревень, но и овощами: помидору, капусту, морковь баржами отправляли в город Горький. На полях, расположенных у реки Оки были смонтированы поливальные установки.
В 1959 году колхоз деревни Низково вошел в состав колхоза «Горбатовский». Когда сельским жителям стали выдавать паспорта, трудоспособное население деревни предпочло найти более высокооплачиваемую работу, и люди начали переезжать в комфортные городские квартиры. Большинство переселилось поближе к новому месту работы — «на комплекс» в город Горбатов, а некоторые уезжали работать на заводы Дзержинска и города Горького.
В 1970-х годах деревня была признана «неперспективной»; к 1993 году в деревне осталось всего 33 человека, средний возраст жителей составлял 60 лет.
В конце 1980-х гг. в Низкове построили асфальтированную дорогу и в деревне начали появляться и строить дома дачники из Дзержинска и Нижнего Новгорода.
В середине 1990-х годов из-за подорожания ГСМ прекратилось водное сообщение («ракетами») деревни Низково. Пристань «Низково» была ликвидирована.
Сейчас в летнее время в деревне работает магазин и животноводческая ферма, однако работников туда привозят из города Горбатова.
В окрестностях деревни кинорежиссёр Никита Сергеевич Михалков снимал эпизоды двух своих фильмов: в конце 1990-х «Сибирский цирюльник», а в 2007 и 2008 годах — «Утомлённые солнцем 2». 5 августа 2008 года эти съёмки посетил Президент Российской Федерации Д. А. Медведев.